# Aloys Schmitt

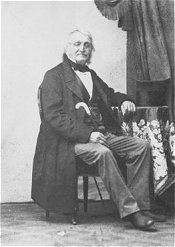
Aloys Schmitt.

Aloys Schmitt, född den 26 augusti 1788 i Erlenbach am Main i Bayern, död den 25 juli 1866, var en tysk musiker. Han var far till Georg Aloys och Carl Gustav Schmitt samt bror till Jakob Schmitt.
Schmitt levde från 1816 som pianolärare i Frankfurt am Main, utom på 1820-talet, då han dels var i Berlin, dels hovpianist i Hannover. Hans instruktiva verk för piano var i samtiden allmänt erkända som förträffliga. 
Schmitt skrev även konserter och annat för sitt instrument, dessutom stråkkvartetter, uvertyrer, oratorier (Moses, Ruth), mässor och operor (Das osterfest zu Paderborn, Valeria med flera).